# Icelandic New Energy
Icelandic New Energy Ltd (Íslensk NýOrka ehf) ist ein isländisches Stromunternehmen.
Icelandic New Energy fördert den Gebrauch von Wasserstoffkraftstoff auf Island. Das Unternehmen wurde nach der 1998 getroffenen Entscheidung des isländischen Parlaments, Island in eine Wasserstoffwirtschaft umzugestalten und totale Unabhängigkeit von fossilen Brennstoffen bis zum Jahr 2050 zu erreichen, im Jahre 1999 gegründet.
Icelandic New Energy wurde aus einem Entwurf der Forschung gebildet, die durch die Universität Island durchgeführt wurde und gehört mit 51 % zu Vistorka, der Rest wird von DaimlerChrysler, Norsk Hydro und Shell Hydrogen zu gleichen Teilen gehalten. VistOrka selbst gehört zu Icelandic New Business Venture Fund (Nýsköpunarsjóður), dem Ministerium der Industrie und des Handels, der nationalen Elektrizität Firma Landsvirkjun, Reykjavík Energy (Orkuveitu Reykjavíkur), Hitaveita Suðurnesja, der Technological Institute of Iceland, der Fertilizer Plant (Áburðarverksmiðjan), der Universität Island und der Reykjavik Resources.
Seit der Gründung hat Icelandic New Energy eine Anzahl von Wasserstoffversuchs-Projekten im Land gemacht. Das Unternehmen engagiert sich auch in der Wasserstoffkraftstoffberatung, in pädagogischen Seminaren und in anderen Tätigkeiten.